# Pietro Tacca

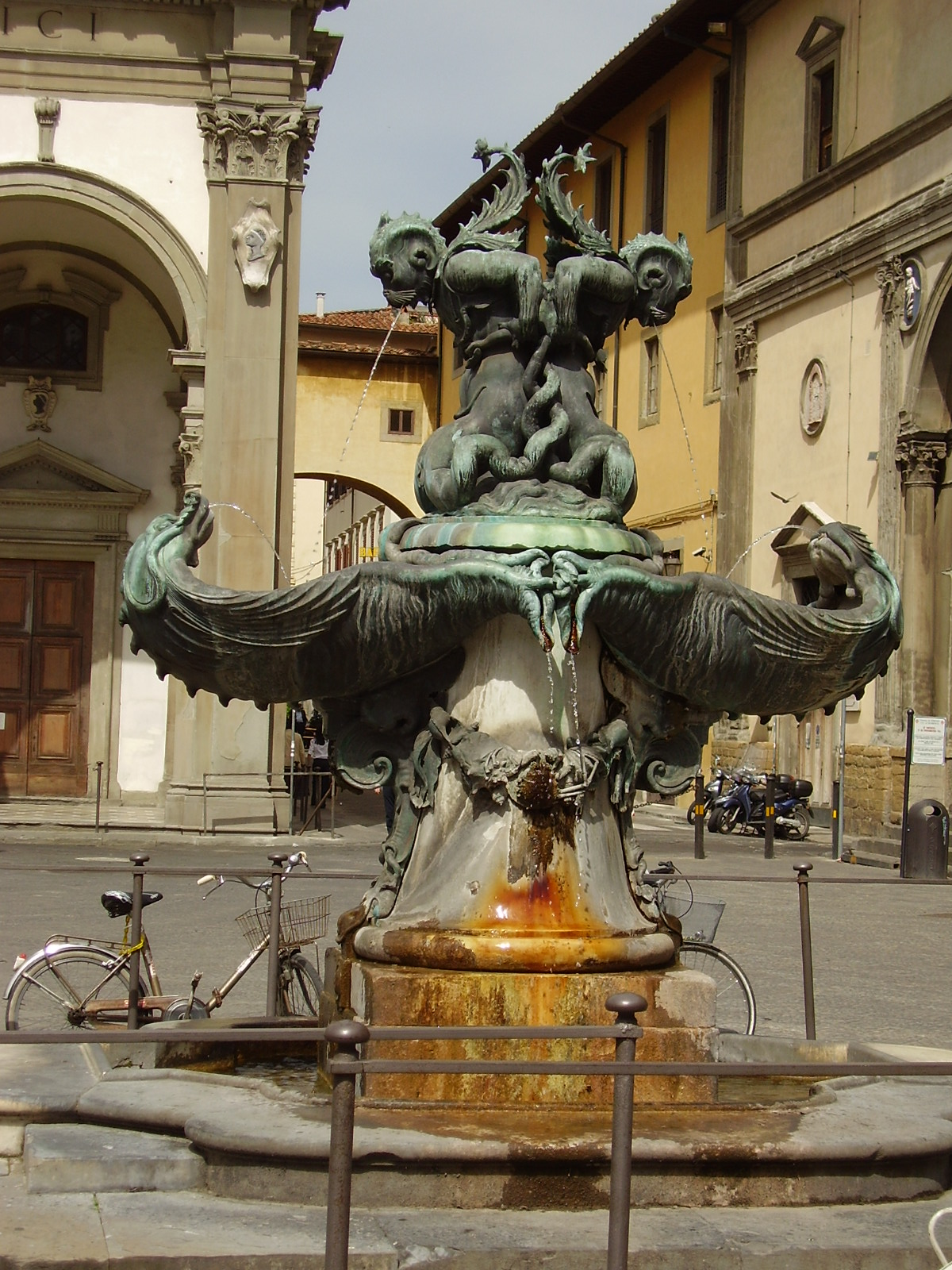
La fontana di piazza Santissima Annunziata, Firenze

Pietro Tacca (Carrara, 6 settembre 1577 – Firenze, 1640) è stato uno scultore italiano, il maggior rappresentante in Toscana del gusto barocco. Accademico dell'Accademia delle arti del disegno di Firenze.

## Biografia
A soli quindici anni entrò nella bottega del Giambologna (1592), lo scultore più importante dell'epoca a Firenze, del quale divenne il primo aiutante dopo la partenza di Pietro Francavilla per Parigi nel 1601. Alla morte del maestro (1608), ebbe in usufrutto lo studio e l'abitazione in borgo Pinti e solo un anno dopo prese il suo posto come scultore granducale.
Dopo aver portato a termine alcuni lavori incompiuti del maestro, come la statua equestre a Ferdinando I de' Medici per piazza Santissima Annunziata, quello al re di Francia Enrico IV, inviato a Parigi e distrutto durante la rivoluzione nel 1793, e quello a Filippo III di Spagna, oggi ancora collocato nella plaza Mayor di Madrid (1616).
Tra il 1623 e il 1626 eseguì quello che viene considerato il suo capolavoro, i Quattro mori incatenati alla base del monumento a Ferdinando I de' Medici nella piazzetta della darsena a Livorno. Le statue rappresentano i pirati saraceni fatti prigionieri dall'Ordine di Santo Stefano, creato dal padre di Ferdinando, Cosimo I. Si dice che lo scultore avesse scelto come modelli alcuni schiavi prigionieri delle galere che attraccavano nel vicino porto di Livorno. Le accentuate torsioni (mutuate dallo stile di Giambologna) e le smorfie di dolore ben rappresentano la condizione di prigionia dei soggetti, che si sublima in un insieme di grande realismo ed eleganza.
Le due fontane in bronzo (1629) che oggi decorano superbamente piazza Santissima Annunziata a Firenze erano in origine anch'esse destinate a Livorno: sono caratterizzate da un disegno estremamente movimentato e ricco di dettagli fantasiosi a tema marino, che iniziano a segnare il passaggio dallo stile manierista a quello barocco.
Sempre per Firenze, copiando un marmo ellenistico oggi conservato agli Uffizi, realizzò la celebre Fontana del Porcellino (1630) che andò a decorare la recentemente costruita Loggia del Mercato Nuovo. La scultura è attualmente sostituita da una copia. Tra il 1626 e il 1642 realizzò le statue dei granduchi Ferdinando I e Cosimo II per i rispettivi cenotafi nelle Cappelle Medicee.
Ormai famosissimo per le sue opere in bronzo, realizzò numerosi bronzetti e una serie di Crocifissi per varie chiese, ai quali collaborò anche il figlio Ferdinando, anch'egli votato alla carriera di scultore.
La sua ultima e travagliata impresa fu il grandioso monumento a Filippo IV di Spagna, al quale lavorò dal 1634 fino alla morte nel 1640. Questo monumento è la prima statua equestre con il cavallo impennato sulle zampe posteriori: a prescindere dal vivido modellato e la fiera posizione del sovrano con in mano il bastone del comando, colpisce l'incredibile risultato statico, che nessuno scultore aveva mai tentato fino ad allora.
Morì nel 1640, poco dopo che la statua di Filippo IV (dall'Ottocento in plaza de Oriente) era stata imbarcata per Madrid, e fu sepolto nella basilica della Santissima Annunziata.

## Altre immagini

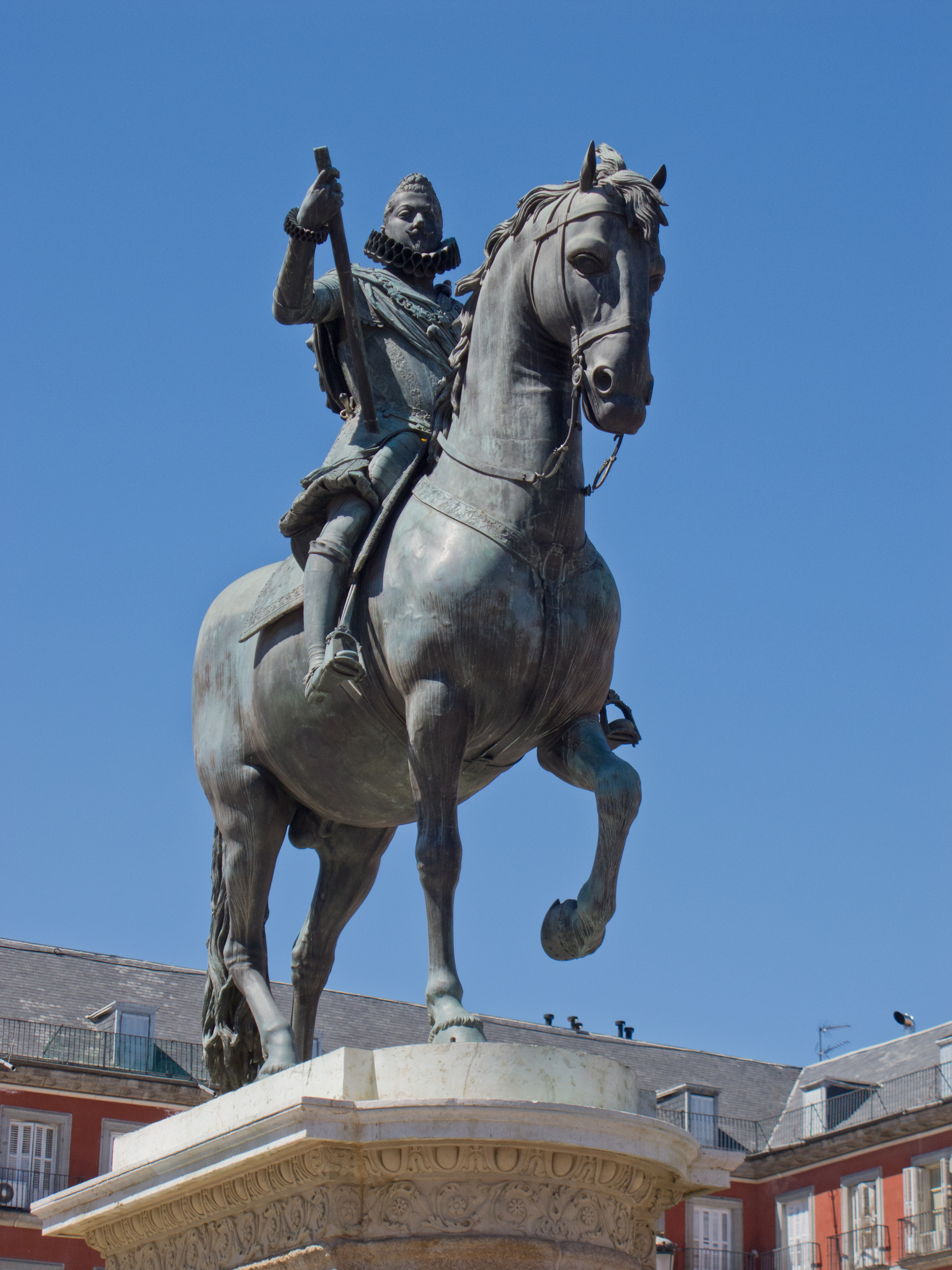
Monumento a Filippo III, Plaza Mayor, Madrid.
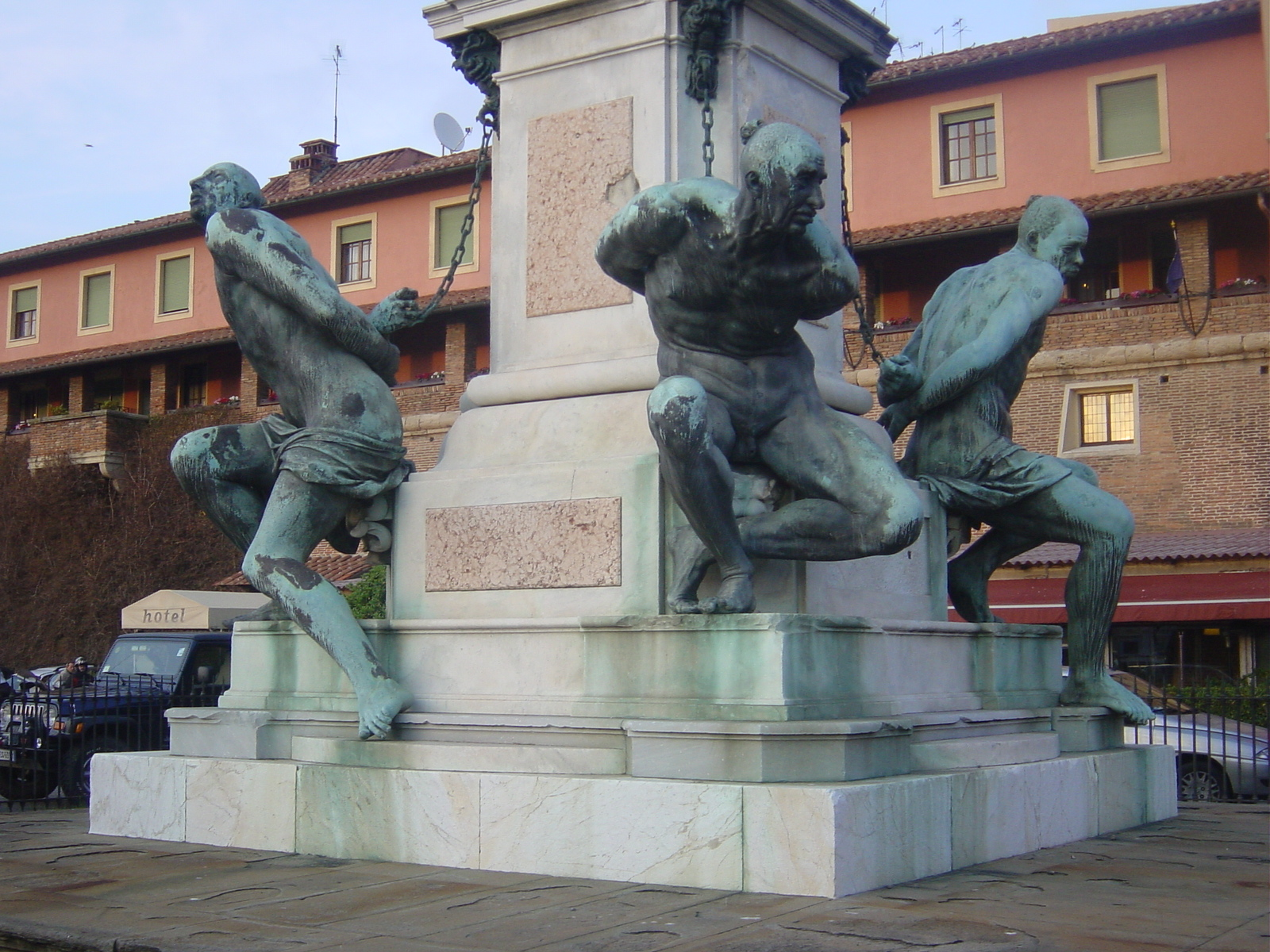
Monumento dei Quattro Mori, Livorno.
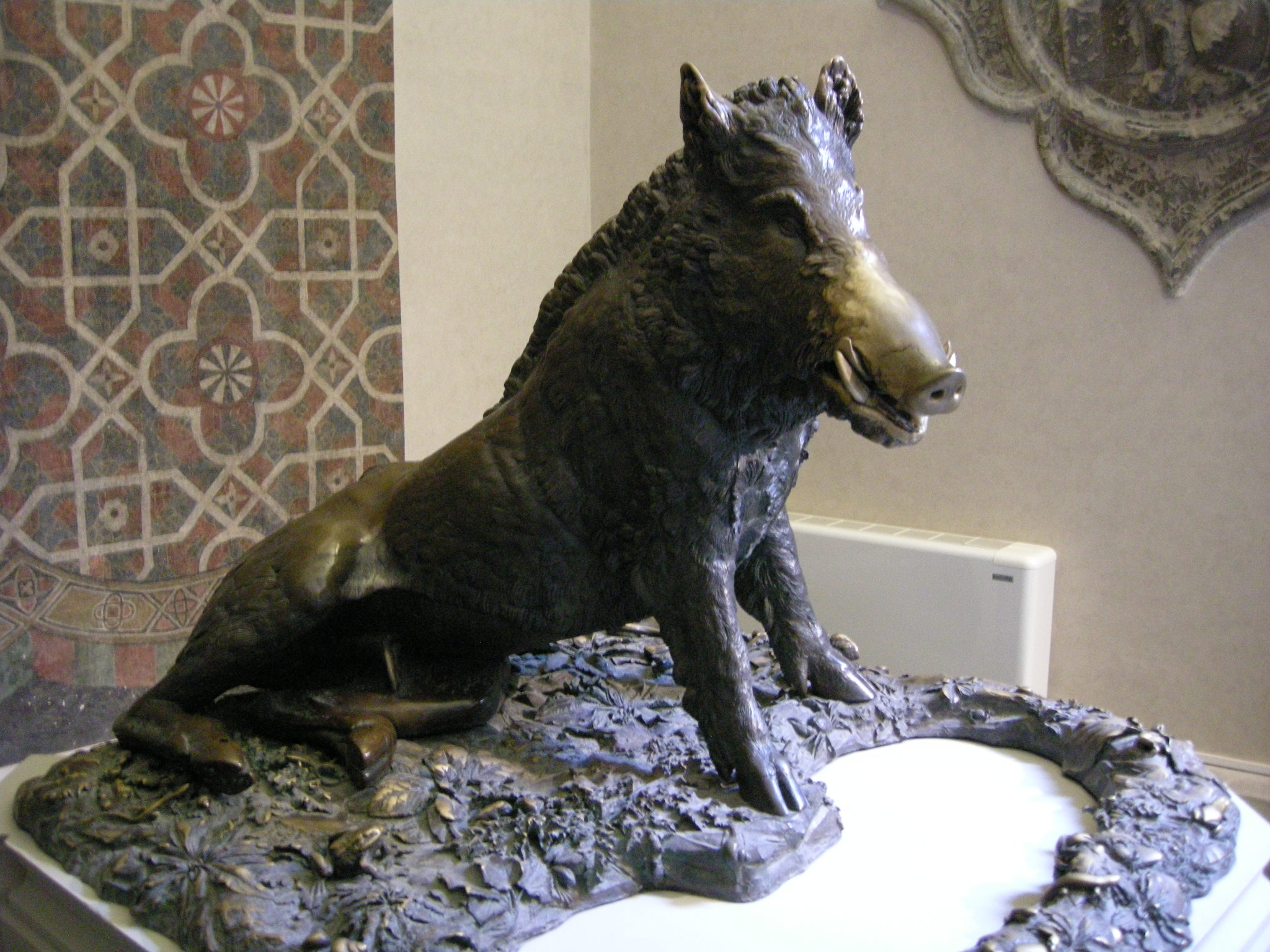
Fontana del Porcellino, Museo Bardini, Firenze.
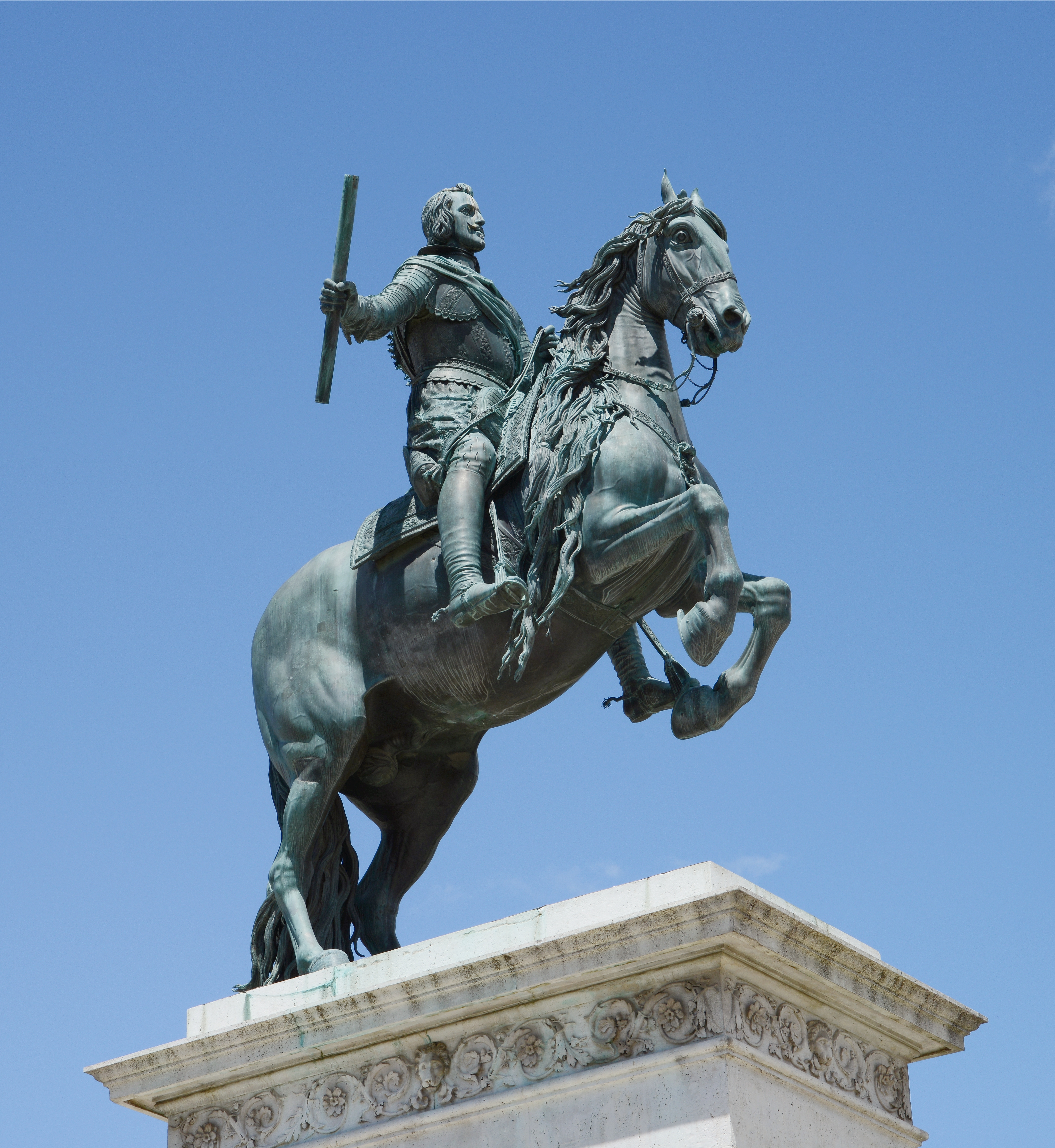
Monumento a Filippo IV, Plaza de Oriente, Madrid.